# Chelanops pugil
Chelanops pugil är en spindeldjursart som beskrevs av Beier 1964. Chelanops pugil ingår i släktet Chelanops och familjen blindklokrypare. Inga underarter finns listade i Catalogue of Life.